# Монтальдео
Монтальдео (італ. Montaldeo, п'єм. Montondé) — муніципалітет в Італії, у регіоні П'ємонт, провінція Алессандрія.
Монтальдео розташоване на відстані близько 440 км на північний захід від Рима, 95 км на південний схід від Турина, 29 км на південь від Алессандрії.
Населення — 269 осіб (2014).
Щорічний фестиваль відбувається 11 листопада. 

## Демографія
Населення за роками:

Станом на 1 січня 2023 року в муніципалітеті офіційно проживало 17 іноземців з 5 країн, серед них 15 громадян країн Євросоюзу.

## Сусідні муніципалітети
- Казаледжо-Боїро
- Кастеллетто-д'Орба
- Лерма
- Морнезе
- Пароді-Лігуре
- Сан-Кристофоро